# Heterophana vadoni
Heterophana vadoni är en skalbaggsart som beskrevs av Ruter 1964. Heterophana vadoni ingår i släktet Heterophana och familjen Cetoniidae. Inga underarter finns listade i Catalogue of Life.